# Panteón de Marinos Ilustres
El Panteón de Marinos Ilustres es un edificio de estilo neoclásico, construido en el siglo XVIII, ubicado dentro del recinto de la Población militar de San Carlos, en San Fernando (Cádiz), y en el que descansan los restos mortales de numerosos marinos españoles.
En un principio concebido como iglesia de la Purísima Concepción, las obras de construcción comenzaron a finales del siglo XVIII por orden de Carlos III, y, por problemas económicos y políticos, no se finalizaron hasta mediados del siglo XX.
Del exterior destaca la sobria y monumental portada de estilo neoclásico y del interior el vestíbulo, de planta elíptica, y la iglesia, de tres naves y cúpula sobre el crucero. En los tramos laterales se sitúan los distintos mausoleos de los marinos.

## Historia
Las obras de construcción de la iglesia de la Purísima Concepción de la Población militar de San Carlos comenzaron el 2 de julio de 1786, por orden y deseo de Carlos III de 1760, diseñada por Francisco Sabatini y dirigida primero por Ignacio Imperial Digueri, y, posteriormente, por el marqués de Ureña, aunque el acabado de las mismas no se concretó hasta bien entrado el siglo XX. La primera piedra la colocó el capitán general del Departamento Luis de Córdova y Córdova, y al día siguiente, 3 de julio, comenzaron las obras a las órdenes del capitán de navío Vicente Imperial Digueri, el teniente de fragata y arquitecto Antonio Noriega de Bada y los alarifes Ramón Estrada y Antonio Barrionuevo. Al principio, los trabajos se hicieron con rapidez, pero poco después, por falta de dinero, se ralentizaron las obras. 
A finales de septiembre de 1789 fue relevado Vicente Imperial Digueri por el marqués de Ureña, Gaspar de Molina y Saldívar. En 1794 se suspendieron las obras por falta de dinero, pero el 28 de abril de 1795 se reanudaron por Real Orden para que se finalizase la construcción del sagrario. En 1805, tras el desastre de Trafalgar se pararon las obras y se olvidó por completo el proyecto. 
Las obras no se reanudaron hasta 1845, tras la apertura del Colegio Naval en la población. El 10 de octubre de 1850, una Real Orden estableció dotar a este edificio como Panteón. Entonces estaba dentro de lo que era el Colegio Naval y pretendía servir de referente de modelos de vida a los alumnos que aquí cursaban sus estudios. El 15 de noviembre de 1854 se concluyen las obras de los sepulcros de Jorge Juan Santacilia, Juan José Navarro, Federico Gravina, Luis de Córdova y Córdova, Ignacio María de Álava, Cayetano Valdés y José Rodríguez de Arias. La solemne inauguración tuvo lugar a las 9 de la mañana del 17 de noviembre de 1854, fiesta onomástica de la reina Isabel II, aunque en esta inauguración carecía de techo, que se añadió en 1948. 
La última fase de construcción se inició en 1943, de la que se encargó la Empresa Nacional Bazán, y en la que se cubrió por completo el recinto, y dándose por finalizadas en 1959, con un coste final de 8 150 000 pesetas. Desde entonces y hasta ahora el edificio ha dado cobijo a los restos mortales de aquellos que llevados por su alto concepto del honor o movidos por su abnegado sentido del deber, alcanzaron el reconocimiento y la gloria, ya fuera dando ejemplo de bizarría en el campo de batalla, cultivando las letras o desarrollando las ciencias. Hoy día el Panteón de Marinos Ilustres forma parte de la Escuela de Suboficiales de la Armada y se ha convertido en lugar de cita inexcusable tanto para los habitantes de San Fernando como para los turistas que visitan la ciudad, que encuentran entre sus muros retazos de la historia de España.

## Descripción
El Panteón de Marinos Ilustres es un edificio de planta rectangular, tiene una longitud de 106 varas (88,57 m) de largo por 45 (37,60 m) de ancho, y consta de tres cuerpos unidos entre sí por otros dos de forma circular; la iglesia está compuesta de dos naves laterales cubiertas con un crucero central descubierto, y alberga en su interior un cementerio militar, en el que, como tal, se pueden ver lápidas y tumbas. Con respecto a las lápidas conviene señalar que, en su inmensa mayoría, no contienen restos mortales, es decir, son recordatorias. En lo que se refiere a tumbas y mausoleos, sí contienen restos mortales. Algunos de estos fueron esculpidos por artistas de reconocido prestigio como Gabriel Borrás (autor del que es uno de los mausoleos de mayor categoría artística de los del Panteón: el dedicado a las clases de Marinería y Tropa) o Manuel García González. En cuanto a los materiales que se emplearon para la construcción de las tumbas son de lo más variado y van desde la piedra artificial al bronce, pasando por el mármol.
Cabe destacar la magnífica lámpara votiva de quinientos kilos de peso que cuelga de la cúpula del crucero y que aparece decorada con treinta y dos escudos heráldicos esmaltados, representativos de algunas de las personalidades aquí enterradas.
Hay que destacar también el altar mayor, que está presidido por una imagen de la Virgen del Carmen tallada en madera de cedro, obra del imaginero sevillano Alarcón, que la esculpió siguiendo el modelo de la escuela genovesa del siglo XVIII y el que se puede leer la siguiente inscripción: «Todos los marinos independientemente de su graduación que han servido con honestidad y honor a la Armada». 
Justo debajo del altar se encuentra la sacristía que pretende reproducir el puente de mando de un barco y, a los pies de ese mismo altar, la cripta en la que reposan los restos de algunos héroes de Cavite y Santiago de Cuba.
A espalda del mismo altar se encuentra el Salón de Símbolos o Nava del Cenotafio, uno de los rincones más conmovedores del templo. Esta sala está dedicada a todos los marinos que reposan en las profundidades de los mares. De este espacio destaca la imagen del Cristo de los Navegantes (copia del de Juan de Mesa que procesiona todos los años en la Semana Santa sevillana). Dentro de este lugar también es digno de mencionar el escudo de España flanqueado por Neptuno y Minerva, que está realizado en mármol de Carrara.
Junto a este cenotafio completan la parte trasera del edificio dos recoletas capillas de planta circular y de estilo neoclásico consagradas a la Virgen del Carmen y a la Virgen de la Inmaculada respectivamente.
Para concluir, cabe recordar que los dos cañones de 36 libras que flanquean la entrada principal pertenecieron al Santísima Trinidad, que fue el buque de guerra más grande de su época.